# SBS 뉴스 (1500)
《SBS 뉴스 (1500)》(SBS NEWS (1500))는 SBS TV에서 매주 평일에 방송되었던 뉴스 프로그램이었다.

## 방송 시간
| 방송 채널 | 방송 기간                           | 방송 시간                       |
| --------- | ----------------------------------- | ------------------------------- |
| SBS TV    | 1997년 5월 19일 ~ 1997년 12월 31일  | 평일 오후 4시 ~ 4시 10분 (10분) |
| SBS TV    | 2004년 3월 8일 ~ 2005년 4월 22일    | 평일 오후 4시 ~ 4시 10분 (10분) |
| SBS TV    | 2001년 5월 2일 ~ 2004년 3월 5일     | 평일 오후 4시 ~ 4시 5분 (5분)   |
| SBS TV    | 2005년 4월 25일 ~ 2005년 11월 30일  | 평일 오후 5시 ~ 5시 10분 (10분) |
| SBS TV    | 2005년 12월 1일 ~ 2014년 10월 24일  | 평일 오후 2시 ~ 2시 10분 (10분) |
| SBS TV    | 2014년 10월 27일 ~ 2015년 11월 20일 | 평일 오후 3시 ~ 3시 10분 (10분) |

## 앵커
| 대수 | 진행자                    | 진행 기간                           | 비고 |
| ---- | ------------------------- | ----------------------------------- | ---- |
| 1대  | 박상도 아나운서팀장       | 2001년 5월 2일 ~ 2002년 11월 1일    |      |
| 2대  | 김정일 前 아나운서팀 부장 | 2002년 11월 4일 ~ 2008년 1월 18일   |      |
| 3대  | 손범규 前 아나운서팀 부장 | 2008년 1월 21일 ~ 2014년 10월 24일  |      |
| 4대  | 이현경 아나운서           | 2014년 10월 27일 ~ 2015년 11월 20일 |      |

## 지역 방송국 프로그램
TJB, KNN, ubc, TBC, kbc, CJB, JTV, G1, JIBS는 SBS의 SBS 뉴스 (1500)를 자체방송 없이 그대로 방송하고 있었다.(TBC (대구경북),KNN (부산경남)는 SBS 12 뉴스 시간대에만 방송하고 SBS 뉴스 (1500) 시간대에는 안함.)
단, TBC의 경우는 월요일 ~ 수요일만 수중계하고 목요일 ~ 금요일은 자체 프로그램 재방송을 내보낸다.
2001년 5월 2일부터 2014년 10월 24일까지 TJB에서는 SBS 뉴스 (1400)을 수중계하지 않고 TJB 뉴스 (1400)를 방송했으나 2014년 10월 27일에 가을 개편으로 SBS 뉴스 (1400)의 방송 시간 변경에 따라 TJB 뉴스 (1400)의 방송 시간도 오후 1시 50분으로 변경되면서 TJB에서도 자체방송 없이 그대로 방송하고 있었다.

## 타이틀 변천사
| 기수 | 프로그램 타이틀 | 방송 기간                                                            |
| ---- | --------------- | -------------------------------------------------------------------- |
| 1기  | SBS 뉴스        | 1997년 5월 19일 ~ 1997년 12월 31일 2001년 5월 2일 ~ 2015년 11월 20일 |

## 경쟁 프로그램
- KBS 뉴스 2 (KBS 1TV)
- KBS 뉴스타임 (1500) (KBS 2TV)